# Simone Panada
Simone Panada, né le 2 juin 2002 à Brescia en Italie, est un footballeur italien, qui évolue au poste de milieu défensif à UC Sampdoria, en prêt de l'Atalanta Bergame.

## Biographie
Né à Brescia en Lombardie, Panada a grandi à Torbole Casaglia dans la province de sa ville natale.

### Carrière

#### En club
Semblant d'abord promis au Brescia Calcio, c'est néanmoins l'Atalanta Bergame que Panada intègre à seulement 6 ans. Passant par tous les échelons du club bergamasque, il est notamment champion d'Italie primavera en 2020.
Lors de la saison 2020-21, il est présent sur le ban de l'équipe première, notamment en Ligue des champions, contre Liverpool ou encore l'Ajax.

#### En équipe nationale
International avec les moins de 17 ans italiens, il participe au championnat d'Europe des moins de 17 ans en 2019.Titulaire et capitaine lors de cette compétition, son équipe s'incline en finale face aux Pays-Bas au terme d'un match prolifique en buts (4-2),. Il figure par la suite dans le onze type de ce tournoi.
Il cumule à l'été 2019 déjà 39 sélections en équipes de jeunes italiennes.

## Style de jeu
Formé au poste de défenseur central, il remonte par la suite sur le terrain, étant capable de joueur à la plupart des postes du milieu, même à celui plus offensif de milieu latéral, ayant développé une technicité remarquable, dans le profil du regista italien,. Son style est notamment comparé à celui du ballon d'or Luka Modrić.

## Palmarès

### En sélection
Italie -17 ans
- Championnat d'Europe des moins de 17 ans
  - Finaliste en 2019.

### En club
| Atalanta Bergame Calcio - Championnat d'Italie Primavera - Champion en 2019-2020 - Supercoupe d'Italie Primavera - Vainqueur en 2020 |